# Cromoproteina
Una cromoproteina è una proteina coniugata che contiene un gruppo prostetico pigmentato (o un cofattore). Un esempio comune è l'emoglobina, che contiene un cofattore eme, la molecola contenente ferro che fa apparire rosso il sangue ossigenato. Altri esempi di cromoproteine includono emocromi, citocromi, fitocromi e flavoproteine.
Nell'emoglobina esiste una cromoproteina (tetramero MW:4 x 16.125 =64.500), ovvero l'eme, costituito da Fe++ e quattro anelli pirrolici.
Una singola cromoproteina può fungere sia da fitocromo che da fototropina a causa della presenza e dell'elaborazione di più cromofori. Il fitocromo nelle felci contiene PHY3, il quale possiede un insolito fotorecettore con un doppio canale avente sia fitocromo (rilevamento della luce rossa) che fototropina (rilevamento della luce blu) e questo aiuta la crescita delle piante di felce in condizioni di scarsa luce solare.
La famiglia di proteine GFP comprende sia proteine fluorescenti che cromoproteine non fluorescenti. Attraverso la mutagenesi o l'irradiazione, le cromoproteine non fluorescenti possono essere convertite in fluorescenti. Un esempio di tale conversione è la "proteina fluorescente di accensione" (kindling fluorescent proteins) o KFP1, che è stata trasformata da una cromoproteina mutata di Anemonia sulcata non fluorescente a una cromoproteina fluorescente.
Gli anemoni di mare contengono la cromoproteina viola shCP con il suo cromoforo "GFP-like" (isoforma proteica di GFP) nella trans-conformazione. Il cromoforo è derivato da Glu-63, Tyr-64 e Gly-65 e il gruppo fenolico di Tyr-64 svolge un ruolo fondamentale nella formazione di un sistema coniugato, con la porzione di imidazolidone, determinando un'alta assorbanza della cromoproteina nel suo stato eccitato nello spettro di assorbimento. La sostituzione della Tirosina con altri aminoacidi porta all'alterazione delle proprietà ottiche e non planari della cromoproteina. Le proteine fluorescenti come le cromoproteine degli antozoi emettono lunghezze d'onda elevate.
14 cromoproteine sono state progettate per essere espresse in E. coli per la biologia sintetica. Tuttavia, le cromoproteine portano tossicità elevate ai loro ospiti di E. coli, con conseguente perdita dei colori. mRFP1, la proteina fluorescente rossa monomerica, che mostra anche un colore distinguibile alla luce ambientale, è risultata meno tossica. La mutagenesi per il cambio di colore sugli amminoacidi 64-65 del fluoroforo mRFP1 è stata eseguita per acquisire colori diversi.